# Baranowice (województwo lubuskie)
Baranowice (niem. Annenaue) – wieś w Polsce położona w województwie lubuskim, w powiecie gorzowskim, w gminie Santok.
W latach 1975–1998 miejscowość administracyjnie należała do województwa gorzowskiego.
Według danych z 1 stycznia 2011 wieś była zamieszkiwana przez 110 osób.

## Nazwa
12 lutego 1948 r. ustalono urzędową polską nazwę miejscowości – Baranowice, określając drugi przypadek jako Baranowic, a przymiotnik – baranowicki.
Niemiecka nazwa pochodzi od imienia Anna, córki założyciela osady Krzysztofa von Branta.

## Położenie
Miejscowość położona nad Goszczanowską Strugą, obok lokalnej drogi z Lipek Wielkich do Lipek Małych.

## Historia
Baranowice powstały w latach 1750–1760 jako kolonia na gruntach miejscowości Lipki Wielkie w ramach akcji osuszania błot noteckich.